# Iwan Ljubimow
Iwan Ljubimow (russisch Иван Любимов; * 28. September 1932 in Pskow) ist ein ehemaliger sowjetischer Skilangläufer.
Ljubimow, der für den Trud Leningrad startete, belegte bei den Olympischen Winterspielen 1960 in Squaw Valley den 19. Platz über 50 km. Vier Jahre später errang er bei den Olympischen Winterspielen in Innsbruck den 17. Platz über 50 km.